# José Álvarez Crespo
José Álvarez Crespo (Ciudad de México; 10 de mayo de 1945) es un exfutbolista mexicano que jugaba de delantero. Tuvo una corta carrera, la cual hizo en el Nuevo León de 1966 a 1971; también jugó con México en siete partidos, marcando tres goles.

## Selección nacional
Jugó 25' minutos con la selección amateur de México en la derrota de 2-3 en semifinales contra Bulgaria en los Juegos Olímpicos de México 1968, logrando el cuarto puesto.

### Participaciones en Juegos Olímpicos
| Torneo                   | Sede   | Resultado    |
| ------------------------ | ------ | ------------ |
| Juegos Olímpicos de 1968 | México | Cuarto lugar |